# Golokganj
Golokganj is een census town in het district Dhubri van de Indiase staat Assam. 

## Demografie
Volgens de Indiase volkstelling van 2001 wonen er 7612 mensen in Golokganj, waarvan 54% mannelijk en 46% vrouwelijk is. De plaats heeft een alfabetiseringsgraad van 63%. 